# Synodontis arnoulti
Synodontis arnoulti är en fiskart som beskrevs av Roman, 1966. Synodontis arnoulti ingår i släktet Synodontis och familjen Mochokidae. IUCN kategoriserar arten globalt som sårbar. Inga underarter finns listade i Catalogue of Life.